# Engelbert Valentin Niedermeyer
Engelbert Valentin Niedermeyer (ur. 26 grudnia 1911, zm. 28 maja 1946 w Landsberg am Lech) – zbrodniarz hitlerowski, kierownik krematorium w obozie koncentracyjnym Dachau i  SS-Unterscharführer.
Rozpoczął służbę w Dachau już w maju 1934 roku. Początkowo był szeregowym strażnikiem do 1938, następnie pełnił funkcję blokowego (Blockführera) do 1941. Od 1941 roku Niedermeyer był kierownikiem obozowego krematorium i komanda w nim pracującego. Brał bezpośredni udział w eksterminacji jeńców radzieckich na terenie Dachau. Do jego obowiązków należało również wymierzanie okrutnych kar więźniom, którzy naruszyli regulamin obozu. Niezależnie od tego Niedermeyer znęcał się nad nimi, bijąc i kopiąc.
Został skazany przez amerykański Trybunał Wojskowy w procesie załogi Dachau na śmierć i stracony przez powieszenie w więzieniu Landsberg pod koniec maja 1946 roku.